# Volker Hodapp
Volker Hodapp (* 1944) ist ein deutscher Psychologe und emeritierter Professor der Johann Wolfgang Goethe-Universität Frankfurt am Main.

## Leben
Zwischen 1964 und 1970 studierte er Psychologie an der Albert-Ludwigs-Universität Freiburg. Danach war er bis 1975 wissenschaftlicher Mitarbeiter am Institut für Medizinische Statistik und Dokumentation der Johannes Gutenberg-Universität Mainz. Hier promovierte er 1973 zum Dr. rer. nat. (Dissertationsthema: Psychophysiologische Ansätze in der Hypertonieforschung und eine experimentelle Untersuchung zum Problem der „Situationsstereotypie“ nach Lacey bei essentiellen Hypertonikern) und war bis 1981 wissenschaftlicher Mitarbeiter am Institut für Psychologie der Universität Mainz. 1981 habilitierte er sich für das Fach Psychologie (Hablitationsschrift: Kausalmodelle in der nichtexperimentellen Angst- und Stressforschung). Im folgenden Jahr war er Heisenberg Stipendiat der Deutschen Forschungsgemeinschaft (DFG). 1983 erhielt er einen Ruf auf eine Professur für Psychologie an der Heinrich-Heine-Universität Düsseldorf. 1997 wechselte er auf eine Professur für Differentielle Psychologie und Psychologische Diagnostik an der Johann Wolfgang Goethe-Universität Frankfurt am Main, die er bis zu seiner Emeritierung im Jahre 2009 wahrnahm.

## Werk
Sein umfangreiches Werk behandelt methodische Fragen der Psychologie, wie Arbeiten zu linearen Strukturgleichungsmodellen. Ein weiterer Bereich bezieht sich auf psychophysische Messmethoden zur Erfassung von kardiovaskulärer Reaktivität und die Stressforschung. In der Psychologischen Diagnostik hat er in Anlehnung an Charles Spielberger eine Reihe von Stait-Trait-Verfahren zur Erfassung von Angst, Ärgerausdruck und Depressivität entwickelt, ebenso Verfahren zur Erfassung von Prüfungsangst. Auch hat er zum Thema Musikpsychologie geforscht.

## Ehrungen/Positionen
- 2004–2006: Präsident der Stress and Anxiety Research Society (STAR)[2]
- 2012: STAR Lifetime Career Award[3]

## Privates
Seit seiner Pensionierung 2009 beschäftigt er sich verstärkt mit der Malerei.

## Publikationen (Auswahl)
Monografien
- Mit Peter Schwenkmezger; S. Rohrmann; K. Schnell; A. N. Tibubos; Charles Spielberger: Das State-Trait-Ärgerausdrucks-Inventar – 2 (STAXI-2). Deutschsprachige Adaptation des State-Trait Anger Expression Inventory-2 (STAXI-2) von Charles D. Spielberger. Huber, Bern 2013, ISBN 978-3-456-82116-0.
- Mit Lothar Laux; M. Hock; R. Bergner-Köther; Karl-Heinz Renner: Das State-Trait-Angst-Depressionsinventar (STADI) . Hogrefe, Göttingen 2013.
- Mit S. Rohrmann; T. Ringeisen: Prüfungsangstfragebogen (PAF) . Hogrefe, Göttingen 2011.
- Mit G. Weyer; B. Kirkcaldy:  SBUSB Skalen zur Erfassung der subjektiven Belastung und Unzufriedenheit im beruflichen Bereich. Wiener Testsystem. Schuhfried, Mödling, 1998.
- Mit C. D. Spielberger: Das State-Trait-Ärgerausdrucks-Inventar STAXI. Huber, Bern 1992.
- Analyse linearer Kausalmodelle. Huber, Bern 1984, ISBN 978-3-456-81329-5.

Herausgeberschaften
- Mit P. Schwenkmezger (Hrsg.): Ärger und Ärgerausdruck. Huber, Bern 1993, ISBN 978-3-456-82328-7.

Zeitschriftenartikel/Buchbeiträge
- Mit J. W. Hinton: The psychophysiology of work stress. In: Journal of Psychophysiology, 1997, 11 (3).
- Mit H. Hopp; S. Rohrmann; D.Zapf: Psychophysiological effects of emotional dissonance in a face-to-face service interaction. In: Anxiety, Stress, & Coping, 2010, 23, S. 399–414.
- Mit H. Hopp; S. Rohrmann: Suppression of negative and expression of positive emotions: Divergent effects of emotional display rules in a hostile service interaction. In: European Journal of Work and Organizational Psychology, 2012, 21, S. 84–105.
- Mit K. Schnell; A. Tibubos; S. Rohrmann; Andreas Schiefele: Test anxiety in high-school students: Self-reports and student-teacher agreement. In: P. Buchwald; K. A. Moore; T. Ringeisen (Hrsg.): Stress and anxiety. Application to education and health (S. 45–54). Logos, Berlin 2011.
- Mit S. Rohrmann; M. N. Bechtoldt; H. Hopp; D. Zapf: Psychophysiological effects of emotional display rules and the moderating role of trait anger in a simulated call center. In: Anxiety, Stress, & Coping, 2011, 24, 421–438.
- Mit S. Rohrmann; M. Bechtoldt; K. Schnell: Validation of the German Test Anxiety Inventory by self-concept scales. In: Cognition, Brain, Behavior, 2010, 14, 401–412.
- Mit T. Ringeisen; P. Buchwald: Capturing the multidimensionality of test anxiety in cross-cultural research: An English adaptation of the German Test Anxiety Inventory. In: Cognition, Brain, Behavior, 2010, 14, S. 347–364.
- Mit A. Kelava; S. Rohrmann: Regression discontinuity designs. In: P. L. Peterson; E. Baker; B. McGaw (Hrsg.): International encyclopedia of education (3rd ed.): Education research methodology – Quantitative methods and research (Vol. 3, S. 134–141). Elsevier, Oxford, UK 2010.
- Mit Gunter Kreutz; Stephan Bongard; Sonja Rohrmann; Dorothee Grebe: Effects of Choir Singing or Listening on Secretory Immunoglobulin A, Cortisol, and Emotional State. In: Journal of Behavioral Medicine, 2004, 6.
- Mit E. M. Schnabel: Ärger und kardiovaskuläre Reaktionen – Ergebnisse psychophysiologischer Studien. In: J. Koblitz; N. Posse (Hrsg.): Weiterbildung und Beratung – Zum Dialog von Theorie und Praxis. Festschrift für Christine Schwarzer (S. 167–184). Logos, Berlin 2003.
- Musik als Sprache der Gefühle: Zur Psychophysiologie musikalischer Gefühlswirkungen. In H. G. Bastian & G. Kreutz (Hrsg.), Musik und Humanität. Interdisziplinäre Grundlagen für (musikalische) Erziehung und Bildung (S. 213–231). Schott, Mainz 2003.
- Mit V. A.Gheorghiu; S. Thiedig: Untersuchungen zur taktilen, auditiven und visuellen Suggestibilität. In: Archiv für Psychologie, 1972, 124, S. 303–320.
- Mit W. Bauer: SIPO: A FORTRAN IV program for the simulation of random samples for polynomial factor analysis. In: Behavioral Sciences, 1971, 16, S. 573–574.